# Amore facciamo scambio?
Amore facciamo scambio? (Happy Few) è un film del 2010 diretto da Antony Cordier.
Il film, che presenta un'esperienza di scambio di coppie, ha fatto parte delle pellicole in concorso alla 67ª Mostra internazionale d'arte cinematografica di Venezia.

## Trama
Due coppie, tra i trenta e i quaranta anni, vivono i propri rispettivi rapporti in maniera apparentemente soddisfacente. L'incontro tra Rachel e Vincent potrebbe far nascere una relazione distruttiva per i legami esistenti. Ed invece, dopo una serata insieme ai propri partner, i quattro danno inizio ad un'intesa particolare che si concretizzerà in scambi lucidamente concordati.
Il gioco sta nel tenere tutto il mondo all'oscuro del loro accordo, che prevede che non si vada oltre il rapporto sessuale.
In realtà tra Franck, marito di Rachel, e Teri, moglie di Vincent, nasce innanzitutto una simpatica amicizia, cosa che finisce per infastidire un po' l'altra "coppia scambiata" che invece coltiva esclusivamente la sfera sessuale.
Ma alla lunga il gioco non può che generare dissidi anche perché è inevitabile un certo grado di coinvolgimento delle persone più vicine, come i rispettivi bambini.
Così, se da una parte Franck e Teri rischiano di scivolare verso un normale (dunque pericolosissimo) rapporto amoroso, Rachel e Vincent vengono scoperti essere stati a letto prima che venisse proposto questo gioco che, alla luce di questo, rischia di suonare come una "toppa" sopra un tradimento non dichiarato.
È la goccia che fa traboccare il vaso. L'incantesimo, che tra l'altro ha prodotto anche un occasionale rapporto lesbico tra Rachel e Teri, è svanito, e le coppie tornano malinconicamente alla loro formazione originaria.

## Produzione

### Regia
Antony Cordier, a 37 anni, dopo un film adolescenziale, Douches froides, si mette sorprendentemente alla prova con una storia di adulti incentrata sul sesso. Ha dichiarato di voler fare un film i cui protagonisti non avessero sensi di colpa, essi non sono alla ricerca di una nuova sessualità ma di una passione carnale e di sincerità. Il finale malinconico non deve vedersi con un'accezione triste, è un crepuscolo di un giorno nel quale, anzi, c'è qualcosa da ricordare. Ed infine, sempre secondo l'interpretazione dello stesso autore, se le storia finisce è perché ognuno si accorge di essere intercambiabile, scoperta che mina ciò in cui credevano riguardo alla loro identità.

## Distribuzione
Alcuni giorni dopo essere stata proiettato in concorso alla Mostra del cinema di Venezia, è uscito nelle sale francesi a partire dal 15 settembre 2010. In Italia è stato distribuito con il sottotitolo Ama chi vuoi, e per la televisione anche come Amore, facciamo cambio? - Happy Few .